# Wilgenplasplein
Het Wilgenplasplein is een plein in de Rotterdamse deelgemeente Hillegersberg-Schiebroek. Het ligt aan de westkant van de wijk Schiebroek.
Het Wilgenplasplein is een voormalig parkeerterrein bij de voormalige NS en RandstadRail halte Station Rotterdam Wilgenplas.
Naast de spoorweg ligt ook de G.K. van Hogendorpweg (N471).